# Аусли (округ)
А́усли (англ. Owsley County) — округ в штате Кентукки, США. Официально образован в 1843 году. По состоянию на 2010 год, численность населения составляла 4755 человек.

## География
По данным Бюро переписи США, общая площадь округа равняется 512,821 км2, из которых 510,231 км2 суша и 2,331 км2 или 0,400 % это водоёмы.

## Население
По данным переписи населения 2000 года в округе проживает 4 858 жителей в составе 1 894 домашних хозяйств и 1 388 семей. Плотность населения составляет 9,30 человек на км2. На территории округа насчитывается 2 247 жилых строений, при плотности застройки около 4,20-ти строений на км2. Расовый состав населения: белые — 99,22 %, афроамериканцы — 0,10 %, коренные американцы (индейцы) — 0,06 %, азиаты — 0,04 %, гавайцы — 0,02 %, представители других рас — 0,02 %, представители двух или более рас — 0,54 %. Испаноязычные составляли 0,72 % населения независимо от расы.
В составе 32,60 % из общего числа домашних хозяйств проживают дети в возрасте до 18 лет, 54,80 % домашних хозяйств представляют собой супружеские пары проживающие вместе, 12,70 % домашних хозяйств представляют собой одиноких женщин без супруга, 26,70 % домашних хозяйств не имеют отношения к семьям, 24,50 % домашних хозяйств состоят из одного человека, 10,70 % домашних хозяйств состоят из престарелых (65 лет и старше), проживающих в одиночестве. Средний размер домашнего хозяйства составляет 2,51 человека, и средний размер семьи 2,98 человека.
Возрастной состав округа: 24,60 % моложе 18 лет, 8,90 % от 18 до 24, 27,00 % от 25 до 44, 24,50 % от 45 до 64 и 24,50 % от 65 и старше. Средний возраст жителя округа 38 лет. На каждые 100 женщин приходится 101,80 мужчин. На каждые 100 женщин старше 18 лет приходится 96,70 мужчин.
Средний доход на домохозяйство в округе составлял 15 805 USD, на семью — 18 034 USD. Среднестатистический заработок мужчины был 25 100 USD против 18 203 USD для женщины. Доход на душу населения составлял 10 742 USD. Около 41,70 % семей и 45,40 % общего населения находились ниже черты бедности, в том числе — 56,30 % молодёжи (тех, кому ещё не исполнилось 18 лет) и 34,50 % тех, кому было уже больше 65 лет.